# Jermaine Easter
 (février 2016).
Pour les articles homonymes, voir Easter (homonymie).
Jermaine Easter est un footballeur gallois né le 12 janvier 1982 à Cardiff.

## Carrière
- 1999-mars 2001 :  Wolverhampton Wanderers
- mars 2001-2004 :  Hartlepool United
  - fév. 2004-2004 : →  Cambridge United
- 2004-mars 2005 :  Cambridge United
- mars 2005-2005 :  Boston United
- 2005-jan. 2006 :  Stockport County
- jan. 2006-oct. 2007 :  Wycombe Wanderers
- oct. 2007-2009 :  Plymouth Argyle
  - sep. 2008-nov. 2008 : →  Millwall FC
  - nov. 2008-jan. 2009 : →  Colchester United
- 2009- :  Milton Keynes Dons
  - nov. 2010-jan. 2011 : →  Swansea City[1]
  - jan. 2011- : →  Crystal Palace[2],[3]

## Palmarès
- International gallois.